# Холокост в Словакии

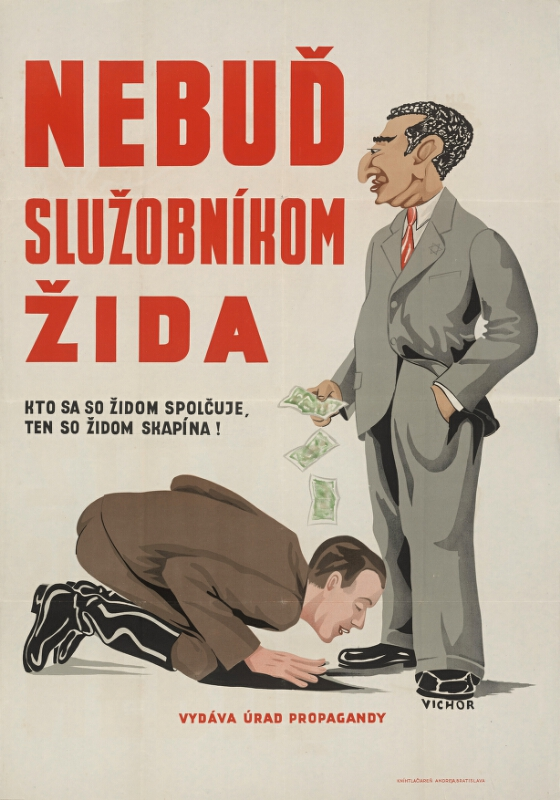
«Не будь слугой евреев» — словацкий антисемитский пропагандистский плакат

Холокост в Словакии — политика проводимая властями страны-сателлита нацистской Германии — Первой Словацкой республикой, в период между её появлением в 1939 году и освобождением всей её территории Красной армией, которое ознаменовало падение нацистского режима Словацкой республики в 1945 году. Холокост в Словакии проявлялся в убийстве евреев, депортации их в концентрационные лагеря и лагеря смерти, в изъятии их имущества. Из 89 000 словацких евреев в 1940 году к концу войны было убито 69 000.
После Мюнхенского сговора в сентябре 1938 года Словакия в одностороннем порядке провозгласил широкую автономию в составе Чехословакии, но уже в ноябре была вынуждена уступить в ходе Первого Венского арбитража Венгрии большие территории Южной Словакии и Закарпатья. В 1939 году при поддержке Германии правящая в Словакии нацистская Глинкова словацкая народная партия под руководством Йозефа Тисо провозгласила независимость Словакии от Чехословакии.
Как повод для проведения политики Холокоста правительство Словакии заявляло, что евреи являются причиной территориальных потерь. Евреи подвергались различным видам дискриминации, еврейские предприятие конфисковывались, исключение евреев из экономической жизни привело к обнищанию общин, поэтому власти Словакии обязатели евреев выполнять принудительные работы. 9 сентября 1941 года власти приняли «Еврейский кодекс», который являлся самым жестким антиеврейским законом в Европе.

Карта Словакии после Первого Венского арбитража

В 1941 году правительство Словакии начало переговоры о депортации словацких евреев в оккупированную немцами Польшу. Между мартом и октябрем 1942 года в концентрационный лагерь Освенцим и Люблинский округ в составе Генерал-губернаторства было депортировано 58 000 евреев, лишь несколько сотен из всех депортированных дожили до конца войны. Словацкие власти сами организовали перевозку и заплатили 500 рейхсмарок за каждого перевезённого, чтоб покрыть затраты на переселение. Преследования евреев снова набрали силу в августе 1944 года после спровоцированного оккупацией вермахта Словацкого национального восстания, 13 500 евреев были депортированы, а сотни (возможно тысячи) были убиты айнзацгруппой H и подразделениями гвардии Глинки.
После освобождения Словакии Красной армией антисемитские настроения в обществе сохранились, выжившие евреи сталкивались со сложностями в возврате изъятого имущества. Большинство еврейского населения эмигрировало из страны после коммунистического государственного переворота в Чехословакии в 1948 году. На тему Холокоста в послевоенной Чехословакии было поставлено табу, лишь после Бархатной революции в Чехословакии в 1989 появилась публичная информация о Холокосте в Словакии. Крайне правые националисты продолжают оспаривать причастность словацкого режима к Холокосту.

## Предыстория

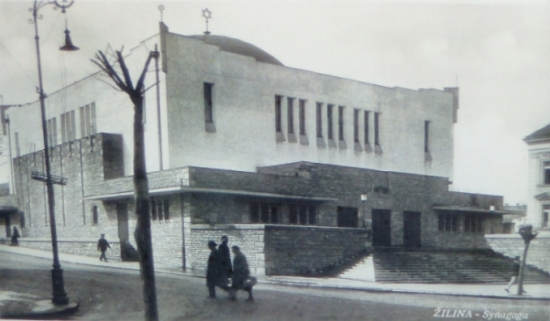
Синагога в Жилине, дата постройки —1931 год

До 1939 Словакия не имела своей государственности, а её территория больше 1000 лет была под властью Венгрии. На территории современной Словакии во время Средневековья существовало 17 еврейских общин. Евреев стало меньше после изгнания их из нескольких словацких городов в 1526 году, после битвы при Мохаче. Многие евреи эмигрировали с территории современной Словакии в XVII и XVIII веках. Евреи из Моравии переселились западнее Татр, образовав этническую группу евреев-оберландеров, в это же время галицкие евреи поселились к востоку от Татр, образовав общину унтерландских евреев, исповедующих хасидизм. Из-за раскола в венгерском еврействе в середине XIX века венгерские евреи разделились на две группы: ортодоксальные и неологические, последние ассимилировались сильнее. После еврейской эмансипации в 1896 году большинство евреев начали говорить на венгерском языке, и перенимать венгерскую культуру, чтобы подняться по социальной лестнице.
Словацкие евреи не были интегрированы в общество по сравнению с евреями из Чехии, значительная часть евреев переехала в города и освоила многие профессии, остальные остались в сельской местности работая ремесленниками, торговцами, занимались малым бизнесом. Евреи стали двигателем финансовых реформ во второй половине XIX века, которые привели к расширению торговли в сельской местности. К концу века около 70 % от всех банкиров в cловацких землях были евреями. Несмотря на то, что некоторые евреи поддерживали словацкий национализм, к середине XIX века антисемитизм стал одной из черт словацкого национализма. Евреев называли сторонниками Венгрии. Антиеврейские беспорядки вспыхнули в Словакии в результате революции в 1848—1849 годах. Ещё больше погромов прошло после кровавого навета в Тисаэсларе в 1882—1882 годах. К традиционному европейскому религиозному антисемитизму прибавился экономический со стереотипом об угнетении евреями бедных словаков. Евреев обвиняли в широких связях с Венгрией, симпатией её языку и пренебрежении к словацкой культуре. Во время Холокоста многие члены словацкого правительства ссылались на то что депортации и репрессии в отношении евреев необходимы, так как евреи служили интересам Венгрии или были венграми.
После Первой мировой войны Словакия стала частью Чехословакии, в ней по переписи 1918 года было 227 еврейских общин, численность еврейского населения оценивалась по переписи 1921 года в 135 918 человек. Погромы вспыхнули после провозглашения независимости Чехословакии, между 1918 и 1920 годами, но эти погромы были куда меньше чем в Польше или в УНР. Словацкие националисты обвиняли евреев в поддержке Чехословакии. Кровавый навет произошёл в Тренчине в 1920-х годах. В 1930-х годах Великая депрессия затронула предприятия принадлежавшие евреям и укрепила экономический антисемитизм. Одной из причин популярности Словацкой народной партии Глинки (HSĽS) в Словакии, стала ненависть к евреям, поэтому партия Глинки пользовалась популярностью около трети населения Словакии. HSĽS рассматривала национальные меньшинства в Словакии (чехи, венгры, евреи и цыгане) как фактор негативно влияющий на словацкую нацию. HSĽS представляла автономию Словакии как способ решения её проблем. Партия Глинки начала делать акцент на антисемитизме после появления в Словакии волны еврейских беженцев бежавших из Австрии после аншлюса, и принятия антиеврейских законов в Румынии, Польше и Венгрии.

## После независимости Словакии

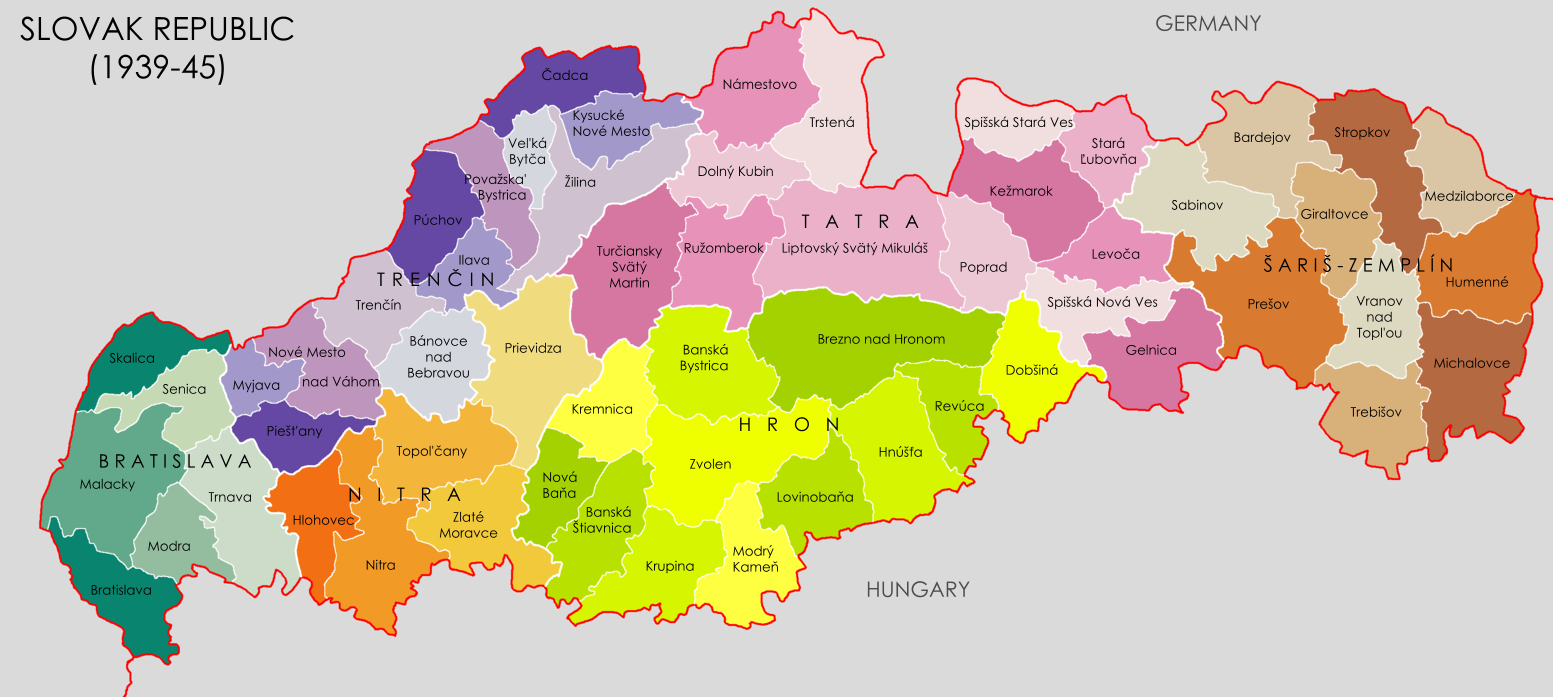
Карта административного деления Словакии в 1941—1945 годах

В сентябре 1938 года после Мюнхенского сговора, Словакия пользуясь хаосом 6 октября односторонно провозглашает свою автономию, Йозеф Тисо — католический священник, и лидер партии Глинки стал премьер-министром автономии. Католицизм — религия 80 % жителей играл основную роль в жизни государства, и многие государственные служащие в Словакии были священниками, епископами, мирянами. Тисо начал переговоры с Венгрией в Комарно Спор был передано на рассмотрение арбитра в Вене, арбитрами были нацистская Германия и фашистская Италия, 2 ноября Венгрия получила большую часть Южной Словакии, в том числе 40 % пахотных земель и 270 000 человек считающих себя чехословаками.
После обретения независимости, HSĽS окончательно перешло к тоталитарной политике, Закрыв оппозиционные газеты и партии начав антисемитскую и античешскую пропаганду, создав Гвардию Глинки — военное крыло своей партии. Партии немецкого и венгерского меньшинств были разрешены под покровительством HSĽS, Немецкая партия в Словакии создала своё военное крыло — Добровольческие охранные отряды. HSĽS заключила под стражу тысячи политических заключенных. Фальсифицированные выборы в декабре 1938 года, показали что HSĽS набрала 95 % голосов.

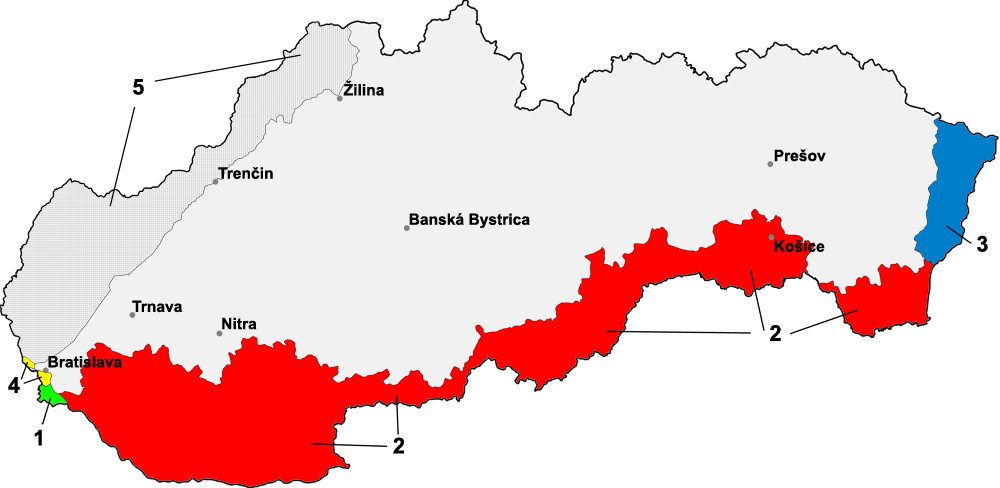
Подробная карта Словакии после провозглашения независимости 1— аннексировала Чехословакия после Второй мировой войны 2 — Аннексировано Венгрией в 1938. 3 — аннексировано Венгрией в 1939. 4 — территория аннексированная Германией. 5 — Зона немецкой оккупации.

14 марта 1939 года Словакия при поддержке Германии провозглашает свою независимость. 15 марта Германия вторглась, а позже аннексировала оставшуюся часть Чехословакии, а Венгрия аннексировала Закарпатье с неформального одобрения Германии. 23 марта Словакия подписала договор, по которому отказывалась от большей части автономии в внешней политике и вопросах обороны, взамен на экономическую помощь и гарантии защиты со стороны Германии. По мнению некоторых историков Словакия не была полностью марионеточным к Германии государством. В октябре 1939 года Тисо — лидер консервативно-клерикалиального крыла HSĽS стал президентом, лидер радикально фашистского крыла партия — Войтех Тука стал премьер-министром. Оба крыла боролись за доверие Германии. Фашистское крыло партии было более прогерманским чем консервативное, консервативное крыло выступало за автономию от Германии. Фашистское крыло опиралось на помощь Германии и Гвардию Глинки, тем временем как Тисо опирался на духовенство и некоторые слои населения.

## Холокост

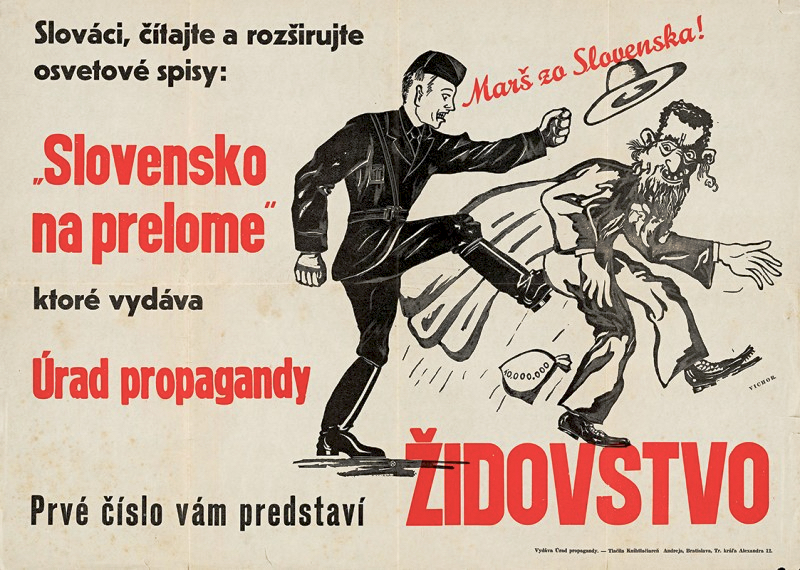
Пропагандистский плакат призывает евреев убираться из Словакии

### Начало репрессий
Сразу после прихода к власти правительство автономии начало увольнять государственных служащих еврейского происхождения. 23 января 1939 года был создан Комитет по решению еврейского вопроса для принятие юдофобских законов. Государственные СМИ начали массовую демонизацию евреев, им присвоили звание «Врагов нации». Еврейские предприятие в скором времени были разграблены. Нападения на евреев происходили так стихийно, так и при поддержке. и Добровольческих охранных отрядах. В своём первом после провозглашения независимости Словакии радиообращении Тисо, заявил о намерении «решить еврейский вопрос», единственное конкретное решение которое пообещал Тисо в обращении был ввод юдофобских законов. Репрессии против евреев были одним из ключевых элементов внутренней политики государства. Антиеврейские меры затрагивали все сферы жизни и были направлены для изоляции и изъятии имущества у евреев перед депортацией.

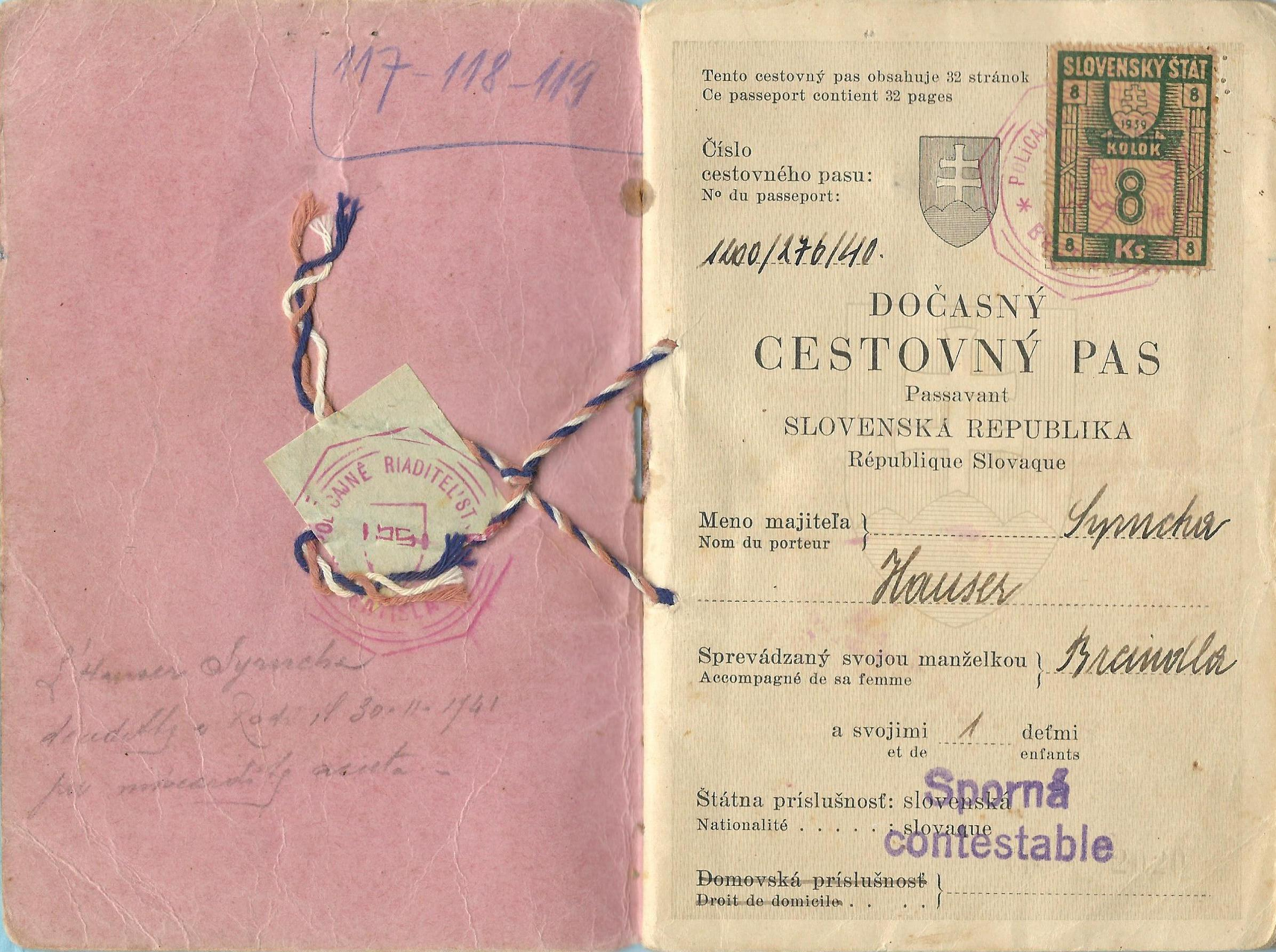
Временный паспорт выданный в 1940 году еврею бежавшему из Словакии в Италию

Через несколько дней после Первого Венского арбитража на улицах Братиславы вспыхнули антиеврейские погромы, газеты поддерживали погромы заявляя что они оправданы, якобы тем что во время переговоров евреи поддерживали Венгрию. В Братиславе Адольф Эйхман, Йозеф Тисо и другие чиновники из партии Глинки, разработали план по которому бедные евреи и евреи-иностранцы должны быть депортированы на территорию которую получила Венгрия. В то же время евреи с состоянием более 500 000 чехословацких крон были арестованы в результате попытки предотвратить отток капитала. В период с 4 по 7 ноября, 4000 или 7600 в ходе неорганизованной и стихийной операции в которой участвовали партия Глинки и Немецкая партия Словакии. Среди депортированных были маленькие дети, беременные женщины и пенсионеры, через несколько дней Тисо отменил операцию, большинству евреев разрешили вернуться домой в декабре. Болле 800 человек были размещены в палаточных лагерях на венгро-словацкой границе в Вельки-Кире, Милославове и Шаморине. Депортации евреев Словакии произошли сразу после Збоншинского выдворения, в ходе которого евреи из Германии были депортированы в Польшу. Словацкие депортации вызвали международную критику, что привело к сокращению британских инвестиций и усиление зависимости от немецкого капитала, данные события стали репетициями глобальных депортаций 1942 года.
Сначала многие евреи считали что юдофобские законы являются временными, но многие попытались эмигрировать и вывезти с собой имущество, особенно после вторжения Германии в Польшу. В период с декабря 1938 года по февраль 1939 года было незаконно вывезено в Богемию и Моравию, Нидерланды и Великобританию около 2 250 000 чехословацких крон, ещё больше денег было вывезено легальным путем. Государственные чиновники пользуясь ситуацией начали покупать имущество евреев по заниженной цене, данной событие стало предпосылкой к изъятию еврейской собственности спонсируемое государством, в результате политики ариизации. Попытки словацкого правительства предотвратить бегство капитала и нежелание других стран принимать беженцев, привело к тому что попытки покинуть Словакию усложнились. В 1940 году Братислава стала центром для работников Алии Бет, которые организовывали нелегальную миграцию евреев в Подмандатную Палестину. В начале 1941 году эмиграция евреев стало невозможной, даже евреям которые получили визу в США не давали транзитную визу через Германию. Общие количество словацких евреев иммигрировавших в США оценивается в 5000-6000 человек(без учёта 45 000 евреев на территории Южной Словакии входившей в состав Венгрии). По данным переписи 1940 года в Словакии все ещё проживало 89 000 евреев, что составляло 3,4 % от населения страны.

### Ариизация
Ариизация в Словакии — конфискация собственности евреев и исключение их из экономической жизни. Ариизация оправдывала пропаганда, тем что евреи «богатели угнетая словак». В период с 1939 по 1942 года режим Тисо пользовался народной поддержкой, за счёт обещаний что Словаки разбогатеют получив имущество конфискованное у евреев и других угнетаемых меньшинств. В случаи исполнения обещания словаки могли получить много денег, ведь евреи владели более 4 322 000 000 словацких крон (38 % национального состояния). Процесс изъятия денег у евреев также называют «словакизацией». Словацкое правительство принимало меры чтобы изъятое имущество досталось именно словакам, а не другим меньшинствам. Из-за вмешательства Немецкой партии и нацисткой Германии немцы получили 8,4 % изъятой собственности, но большинству немецких заявителей на имущество всё же было отказано.
Первым юдофобским законом который был принят в Словакии 18 апреля 1939 года был numerus clausus, которая устанавливала квоту в 4 % для евреев-юристов в университетах, также был принят закон по которому евреям нельзя было писать для нееврейских изданий. Земельная реформа принятая в феврале 1940 года передала 101 423 гектар земли, принадлежавшие 4943 евреям (из них больше 40 % пахотные земли) в ведение Государственного земельного управления, официально земля перешла во владения государства только в мае 1942 года. Первый закон об ариизации был принят в апреле 1940 года, процесс получил название «Добровольная ариизация» в ходе которого евреи которые владели бизнесом могли предложить «квалифицированного кандидата христианина» который получил бы минимум 51 % акции компании. Из 12 000 компании которыми владели евреи 50 были ариизированы, ещё 179 ликвидированы. Члены HSĽS и нацистская Германии желали более жестоких репрессий против евреев.

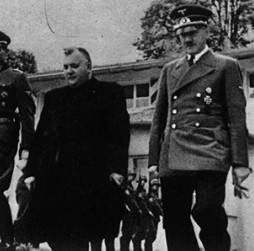
Тисо и Адольф Гитлер на Зальцбургской конференции, 1940

На Зальцбургской конференции, проходившей в июле 1940 года, Германия потребовала заменить несколько нелояльных на её взгляд министров на прогерманских радикалов. Фердинанд Дюрчанский занимавший пост министра внутренних дел был заменен на Александра Маха, который согласовал политику холокоста в Словакии с Германией. На конференции также добились того что офицер СС — Дитер Вислицени был назначен советником по еврейским вопросам в Словакии, он прибыл в Словакию в августе. Вислицени стремился разорить евреев Словакии чтобы для неевреев они стали обузой, вследствие чего легче было бы оправдать депортации евреев. По инициативе Вислицени словацкое правительство создало Центральное экономическое управление (ÚHÚ) во главе с словацким чиновником Августином Моравеком и под контролем Войтеха Туки. На Центральное экономическое управление положили задачу, взять под контроль имущество евреев. Евреи должны были зарегистрировать свою собственность, а их банковские счета (в общем 245 миллионов крон) были заморожены. Евреям было затруднено снятие денег со своих счетов, сначала 1000 крон, позже 150 крон в неделю. 22 000 евреев наемных рабочих стали целью для проведения репрессивной политики. неевреев обязали получать разрешение от Центрального экономического управления на устройство евреев на работу, и платить за них пошлину.
В ноябре был принят второй закон который предусматривал изъятие еврейской собственности и ариизацию либо ликвидацию еврейских предприятий. В результате коррумпированного судебного процесса, который контролировала организация Моравека, было ликвидировано 10 000 еврейских предприятии, по большей части магазинов, а остальные, около 2300 были ариизированы. Ликвидация еврейских компаний была выгодна мелким словацким предприятиям конкурировавших с ними. В ходе ариизации крупные еврейские предприятия были приобретены словаками, которые зачастую не имели опыта в бизнесе, поэтому они заключали договоры с бывшими владельцами-евреями и их сотрудниками, чтобы они продолжали работу в компании. присвоение компаний не принесло ожидаемого дохода в бюджет Словакии, ведь к июлю 1942 года, 288 из ликвидированных предприятия приносили доход государству. К январю 1942 ариизация и ликвидация предприятий были почти завершены. Результатом ариизации стало то что 64 000 из 89 000 евреев Словакии потеряли средства к существованию. Обнищания евреев было проблемой для правительства Словакии, вплоть до депортации безработных евреев в 1942 году.
Последствием ариизации стали огромные финансовые проблемы Словакии, которые привели к значительному уменьшению благосостояния. Словакия не получила ожидаемой прибыли за счёт продажи еврейских компаний и собственности, большую часть прибыл от ариизации принесли конфискованные ценные бумаги и банковские счета. Основными выгодополучателями ариизации были члены словацких фашистских партий и военизированных групп, которые стремились получить изъятые предприятия, но не имели опыта в предпринимательстве. За всё время независимости Первой Словацкой республики её правительство получило от ариизации 1 100 000 крон и потратила 900 000—950 000 крон. В 1942 году Словакия заплатила Германии 300 миллионов крон за депортацию 58 000 евреев.

### Еврейский центр
Когда Вислицени прибыл в Словакию все еврейские организации были распущены, в сентябре 1940 года была создана организация «Еврейский центр» (словац. Ústredňa Židov; абр. ÚŽ ) (подчинённый Центральному экономическому управлению), это был первый юденрат созданный за пределами Третьего рейха и оккупированной Польши. Еврейский центр был единственной светской еврейской организацией которой было разрешено существовать в Словакии, Вступление в неё было обязательным для всех евреев. Лидеры еврейской общины разделились во мнении по поводу ÚŽ, одна часть утверждала что центр будет использоваться для осуществления репрессий против евреев, но большинство видело в ÚŽ способ помочь евреям, путем отсрочки реализации антиеврейских мер и их облегчения. Первым лидером центра был Генрих Шварц, который в пределах своих полномочий пытался облегчить участь евреев, например он сорвал перепись населения в Восточной Словакии, после которой евреев должны были переселить на запад страны, в апреле 1941 года был арестован по инициативе Вислицени. Центральное экономической управление поставило на освободившуюся должность более про немецкого Себастьяна Арпада.
Отдел по миграции возглавляла Гизи Флейшман, которая до независимости являлась лидером сионистов и имела связи со многими международными еврейскими организациями. Через посольства нейтральных государств в Братиславе и Будапеште помогали евреям эмигрировать в другие страны. Последняя группа, состоявшая из 92 человек отплыла в Подмандатную Палестину в апреле 1941 года.
Департамент по делам евреев принявших христианство потерпел неудачу при попытке освободить новообращённых в христианство евреев от ношения жёлтой звезды Давида, департамент заявлял что такие меры понесут серьёзные последствия с психологической, образовательной, религиозной и семейной точек зрения.

#### Социальная помощь от Еврейского центра
Одной из задач центра было обеспечение социальной помощи для обанкротившихся евреев. К апрелю 1941 года 24 767 евреев оказались безработными, что составляло 76 % от количества трудоустроенных в 1939 году. К августу центр оказал поддержку 23 877 евреям, было подано 1500 заявлений по предоставлению социальной помощи. Помощь составляла примерно 3 словацкие кроны в день на взрослого человека и 2 кроны в день на ребёнка, помимо этого центр открыл бесплатные столовые которые обеспечивали едой 35 000 человек. Центр также финансировал детские дома, больницы и дома престарелых. Еврейский центр также финансировал здравоохранение которое предоставлялось евреям, открывал бесплатные клиники в которых практиковались и работали еврейские врачи.
Деньги для помощи евреям центр брал от распущенных еврейских организаций и от международных еврейских организаций, в частности от Джойнт. Центр также собирал деньги со своих членов, но из-за обнищания евреев к апрелю 1941 года из запланированных 50 миллионов удалось собрать только 15 миллионов крон. Невзирая на малое количество средств центр помогал евреям даже за пределами Словакии, отправлял посылки в Германию, Богемию и Моравию и Генерал-губернаторство. Вместе со Словацким Красным крестом снабжала продуктами австрийских евреев в концентрационном лагере Терезиенштадт. В конце 1941 года бюджет организаций был уменьшен почти на треть, в это же время центр пытался оказать помощь десяткам тысяч евреев насильно выселенных из своих домов. В 1943 и 1944 годах, организация получила значительную материальную поддержку от различных так еврейских, так и нееврейских организаций в различных нейтральных странах, а новое руководство Центрального экономического управление более терпимо относилось у евреям и выделило организации новые средства, центр смог решить проблемы с жильём и начал искать работу для безработных евреев которые жили на пособие и были наиболее уязвимы для депортаций.

#### Помощь в сфере культуры и образования от Еврейского центра
Департаменту образования и культуры удалось сохранить еврейских детей в школах, во многом благодаря договорённости с Йозефом Сиваком, который являлся министром образования в Словакии. Сивак благосклонно относился к евреям. На конец 1940—1941 учебного года в 61 еврейской школе обучались 7941 еврейских учеников, но 596 еврейских детей не ходили в школу, так как в их районе отсутствовала еврейская школа. Департамент также издавал несколько книг, одна из них — «Еврейское государство» Теодора Герцля. Центральное экономическое управление запретило Еврейскому центру организовывать культурные занятия или летние лагеря для детей, назвав это «нежелательной деятельностью». Большинство еврейских школ было выделено в качестве жилья для депортированных евреев в 1941 году, из-за этого образовательная деятельность в них была прекращена.
Департамент издавал единственною разрешённую еврейскую газету «Вестник Еврейского центра», которая распространялась в каждом еврейском доме. В этой газете центр призывал евреев не участвовать в сопротивлении, опасаясь усиления репрессий против всей общины, обещал эмиграцию в Подмандатную Палестину, что со временем становилось всё менее реалистичным. Историк Иван Каменец писал, что к этому и стремилась словацкая власть.

#### Отдел по особым задачам
Вислицени учредил Департамент по особым поручениям в составе Еврейского центра и для обеспечение репрессивных приказов назначил директором отдела коллаборациониста, венского еврея Кароля Хохберга. Основной обязанностью департамента был сбор статистических данных для последующих депортаций. 4 октября 1941 года словацкие власти приказали 11 466 евреям из Словакии которые не работали и не состояли в смешанных браках, переселиться в 14 небольших словацких городов: Бардеёв, Прешов, Нитра, Зволен, Гуменне, Липтовски-Микулаш, Михаловце, Стропков, Топольчани, Трнава, Врбове, Нове-Место-над-Вагом, Спишска-Нова-Вес, центр оказался вынужден оплатить их переезд. Департамент Хохберга чтобы повысить его эффективность разделили на 6 подразделений, в задачи каждого подразделения входили: регистрация евреев, поиск тех кто не явился на депортацию, отслеживание украденного имущества. Отделом было конфисковано имущество стоимостью более 160 000 крон, несмотря на то, что большинство пострадавших евреев были беднее среднего класса. Хохберг присвоил себе часть изъятой мебели чтобы дать взятку Вислецени. Согласно официальным данным к началу декабря 1941 года было переселено 5679 человек, а к концу марта 1942 года переехало всего 6720 человек. В это число не входят те, кто был заключен в трудовые лагеря.
Во время депортаций 1942 года департамент Хохберга стал классифицировать евреев для их депортации. Андрей Штайнер, который являлся работником центра и участником сопротивления из организации «Рабочая группа», сообщил что Хохберг брал взятки у Рабочей группы от имени Вислицени, в ноябре 1942 года Хохберг был арестован, а позже осужден и посажен в тюрьму за коррупцию. Большинство лидеров центра выступали против коллаборационизма. Хохберг испортил репутацию центра среди еврейской общины, что продолжалось даже спустя годы после суда над ним.

### Принудительный труд

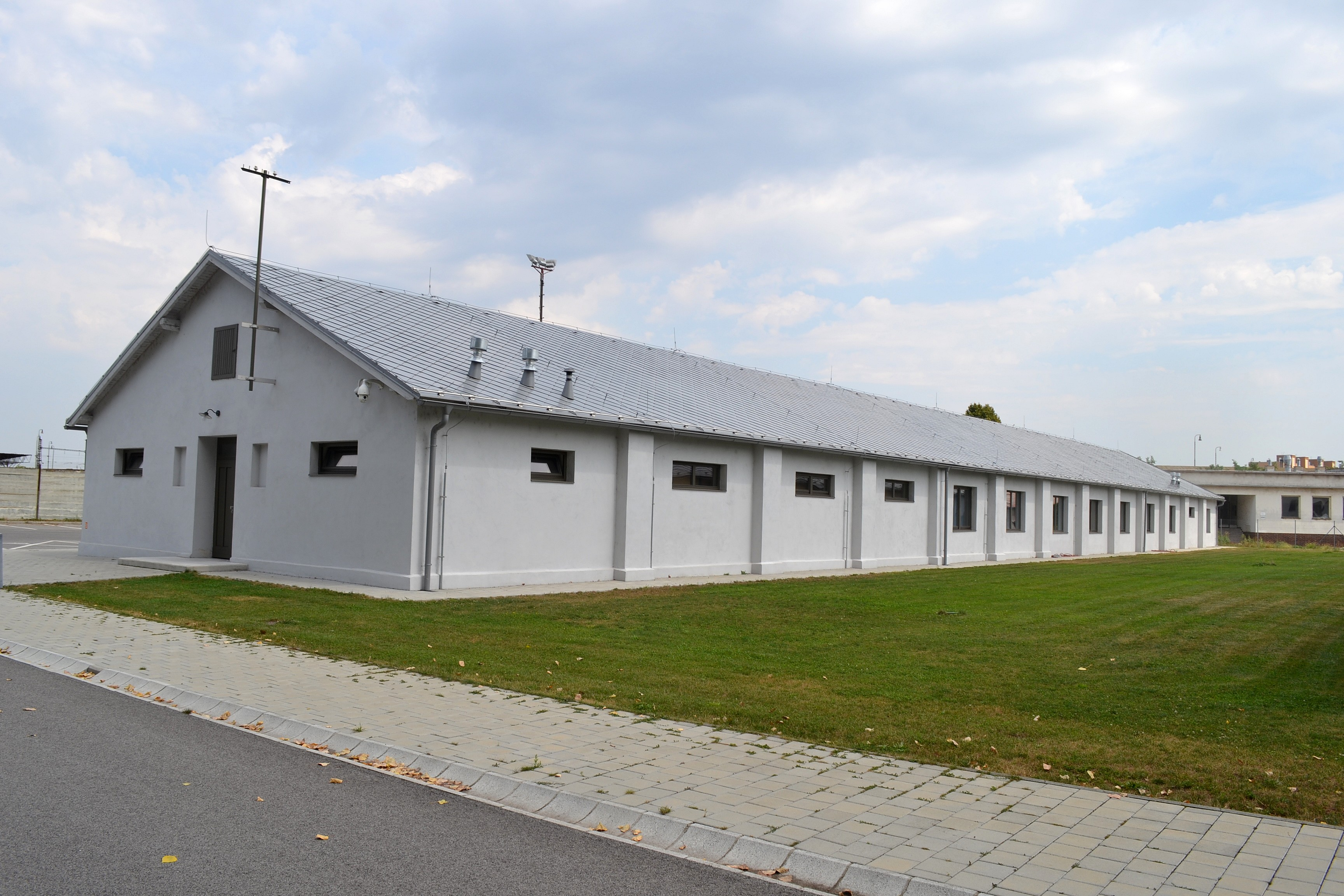
Реконструированные бараки концентрационном лагере Середь

В апреле 1939 года евреи служившие в армии были переведены в трудовой отряд, а в конце 1939 года лишены воинских званий. С 1940 года мужчины-евреи и цыгане обязаны были работать на благо национальной обороны, чаще всего работа заключалась в ручном труде на строительных объектах. Все призывники которые являлись евреями или цыганами переводились в Шестой трудовой батальон, в 1941 году батальон начал работать на стройке военных объектов в Сабинове, Липтовском Петере, Лабе, Свети-Юре, Зохоре. Министерство внутренних дел потребовало  Министерство обороны освободить евреев, для их дальнейших депортаций, Министерство обороны отказало. 

## Комментарии
1. ↑  Израильский историк Йешаяху Елинек считал, что словацкое правительство было "добровольными помощниками Гитлера" [34]. --> Немецкий историк Татьяна Тонсмайер не согласна с этим что правительство Словакии было марионеткой Германии, поскольку словацкое правительство часто уклонялись от мер, предлагаемых немцами, когда такие меры не соответствовали приоритетам Словакии. По словам немецкого историка Барбары Хутцельман, "хотя страна и не была независимой в полном смысле этого слова, было бы слишком упрощенно рассматривать это государство, находящееся под защитой Германии, просто как "марионеточный режим"[35]. Иван Каменец подчеркивает влияние Германии на политику Словакии и описывает её как немецкое государство-сателлит[36]
2. ↑  Примерно равно 14 000 долларов США[53] или 318 000 долларов США в 2024[54]
3. ↑  Примерно 64,000 долларов США[53] или 1 432 000 долларов США в 2024[54]
4. ↑  Примерно равнялось 108 миллионов долларов США,[74] или  2 080 000 000 долларов США сегодня[54]
5. ↑   Земельная реформа была направлена против евреев, но иногда применялась против лиц нееврейской национальности[68][81].
6. ↑  эквивалент 6.125 миллионов долларов США на то время,[74] или 117 900 000 долларов США сейчас[54].
7. ↑  Прибыль эквивалентна 27.5 милилоном долларов США на то время,[74] или около 529 миллионов долларов США сегодня[54]. Убыток эквивалентен 22.5 миллионов долларов США на то время[74] или около 433 миллионов долларов США сегодня[54].
8. ↑  Тогда дневная заработная плата неквалифицированного рабочего составляла 4-12 крон[113].

### Книги
- Aronson, Shlomo. Hitler, the Allies, and the Jews :  [англ.]. — Cambridge : Cambridge University Press, 2004. — ISBN 978-0-511-51183-7.
- Yehuda Bauer. Jews for Sale?: Nazi-Jewish Negotiations, 1933–1945 (англ.). — New Haven: Yale University Press, 1994. — 306 p. — ISBN 978-0-300-05913-7.
- Yehuda Bauer. Rethinking the Holocaust. — New Haven: Yale University Press, 2002. — ISBN 978-0-300-09300-1.
- Anna Cichopek-Gajraj. Beyond Violence: Jewish Survivors in Poland and Slovakia, 1944–48[англ.] (англ.). — Cambridge: Cambridge University Press, 2014. — ISBN 978-1-107-03666-6.
- Yuri Dojc, Katya Krausová.  (англ.). — Indiana University Press, 2011. — ISBN 978-0-253-22377-7.
- The United States Holocaust Memorial Museum. Encyclopedia of Camps and Ghettos, 1933–1945[англ.] (англ.) / Editor Geoffrey P. Megargee[англ.]. Camps and Ghettos under European Regimes Aligned with Nazi Germany. — USA: Indiana University Press, United States Holocaust Memorial Museum, 2018. — Vol. 3. — ISBN 978-0-253-02386-5.
- Fatran, Gila. Boj o prežitie :  [словацк.]. — Bratislava : Múzeum Židovskej Kultúry, 2007. — ISBN 978-80-8060-206-2.
- Foreign Claims Settlement Commision[англ.]. Foreign Claims Settlement Commission of the United States: Decisions and Annotations. — Washington, D.C.: U.S. Government Printing Office, 1968.
- Raul Hilberg. The Destruction of the European Jews (англ.). — 3. — New Haven: Yale University Press, 2003. — Vol. 2. — ISBN 978-0-300-09592-0.
- Ivan Kamenec[англ.]. On the Trail of Tragedy: The Holocaust in Slovakia / translator Martin Styan. — Bratislava: Hajko & Hajková, 2007. — ISBN 978-80-88700-68-5.
- Rebekah Klein-Pejšová. Mapping Jewish Loyalties in Interwar Slovakia (англ.). — Bloomington: Indiana University Press, 2015. — 216 p. — ISBN 978-0-253-01562-4.
- Jacques Kornberg. The Pope's Dilemma: Pius XII Faces Atrocities and Genocide in the Second World War[англ.] (англ.). — Toronto: University of Toronto Press, 2015. — ISBN 978-1-4426-2828-1.
- Hana Kubátová, Jan Láníček[англ.]. The Jew in Czech and Slovak Imagination, 1938–89: Antisemitism, the Holocaust, and Zionism. — Leiden, Boston: Brill, 2018. — ISBN 978-90-04-36244-4.
- Jan Láníček. Czechs, Slovaks and the Jews, 1938–48: Beyond Idealisation and Condemnation[англ.] (англ.). — New York: Springer, 2013. — ISBN 978-1-137-31747-6.
- Longerich, Peter. Holocaust: The Nazi Persecution and Murder of the Jews. — Oxford : Oxford University Press, 2010. — ISBN 978-0-19-280436-5.
- Thomas Lorman. The Making of the Slovak People's Party: Religion, Nationalism and the Culture War in Early 20th-Century Europe (англ.). — London: Bloomsbury Publishing, 2019. — 320 p. — ISBN 978-1-350-10938-4.
- Mackworth, Cecily. Czechoslovakia Fights Back (англ.). — Лондон: Lindsay Drummond, 1942.
- Silberklang, David. Gates of Tears: the Holocaust in the Lublin District :  [англ.]. — Jerusalem : Yad Vashem, 2013. — ISBN 978-965-308-464-3.
- Šindelářová, Lenka. Finale der Vernichtung: die Einsatzgruppe H in der Slowakei 1944/1945 :  [нем.]. — Darmstadt : Wissenschaftliche Buchgesellschaft, 2013. — ISBN 978-3-534-73733-8.
- Sniegon, Tomas. Vanished History: The Holocaust in Czech and Slovak Historical Culture :  [англ.]. — New York : Berghahn Books, 2014. — ISBN 978-1-78238-294-2.
- Sokolovič, Peter. Hlinkova Garda 1938–1945 :  [словацк.]. — Bratislava : National Memory Institute, 2009. — ISBN 978-80-89335-10-7.
- Subotić, Jelena. Yellow Star, Red Star: Holocaust Remembrance After Communism :  [англ.]. — Cornell University Press, 2019. — ISBN 978-1-5017-4240-8.
- James Mace Ward. Priest, Politician, Collaborator: Jozef Tiso and the Making of Fascist Slovakia[англ.] (англ.). — Ithaca: Cornell University Press, 2013. — 376 p. — ISBN 978-0-8014-6812-4.

### Части книг
- Bazyler, Michael J. Slovakia // Searching for Justice after the Holocaust: Fulfilling the Terezin Declaration and Immovable Property Restitution :  [англ.] / Michael J. Bazyler, Kathryn Lee Boyd, Kristen L. Nelson … [et al.]. — New York : Oxford University Press, 2019. — P. 401–413. — ISBN 978-0-19-092306-8.
- Bloxham, Donald. The Murder of European Jewry: Nazi Genocide in Continental Perspective // Beyond the Racial State: Rethinking Nazi Germany :  [англ.]. — Cambridge University Press, 2017. — ISBN 978-1-316-73286-1.
- Jean-Marc Dreyfus[англ.], Eduard Nižňanský[англ.]. Jews and non-Jews in the Aryanization Process: Comparison of France and the Slovak State, 1939–45 // Facing the Catastrophe: Jews and non-Jews in Europe during World War II (англ.) / Beate Kosmala, Georgi Verbeeck. — Oxford: Berg, 2011. — ISBN 978-1-84520-471-6.
- Fatran, Gila (2002) [1992]. The Struggle for Jewish Survival during the Holocaust. In Długoborski, Wacław; Tóth, Dezider; Teresa, Świebocka; Mensfelt, Jarek (eds.). The Tragedy of the Jews of Slovakia 1938–1945: Slovakia and the "Final Solution of the Jewish Question" (англ.). Translated by Mensfeld, Jarek. Oświęcim and Banská Bystrica: Auschwitz-Birkenau State Museum and Museum of the Slovak National Uprising. pp. 141–162. ISBN 978-83-88526-15-2.
- Katarína Hradská. Dislokácie Židov z Bratislavy na jeseň 1941 // Adepti Moci a úspechu. Etablovanie Elít V Moderných Dejinách (словац.). — Bratislava: Forum Historiae, 2016. — С. 315–324. — ISBN 978-80-224-1503-3.
- Barbara Hutzelmann. Slovak Society and the Jews: Attitudes and Patterns of Behaviour // The Holocaust and European Societies: Social Processes and Social Dynamics (англ.) / editor Frank Bajohr, Andrea Löw. — London: Springer, 2016. — P. 167–185. — ISBN 978-1-137-56984-4.
- Barbara Hutzelmann. Einführung: Slowakei // Slowakei, Rumänien und Bulgarien (нем.) / Mariana Hausleitner, Souzana Hazan. — Munich: De Gruyter, 2018. — Bd. 13. — S. 18–45. — (Die Verfolgung und Ermordung der europäischen Juden durch das nationalsozialistische Deutschland 1933–1945[нем.]). — ISBN 978-3-11-049520-1.
- Ivan Kamenec. The Slovak state, 1939–1945 // Slovakia in History[англ.] (англ.) / Mikuláš Teich[англ.], Dušan Kováč[англ.], Martin D. Brown. — Cambridge: Cambridge University Press, 2011. — P. 175–192. — ISBN 978-1-139-49494-6. — doi:10.1017/CBO9780511780141.
- Hana Kubátová. Jewish Resistance in Slovakia, 1938–1945 // Jewish Resistance Against the Nazis[англ.] (англ.) / Patrick Henry. — Washington, D.C.: Catholic University of America Press[англ.], 2014. — P. 504–518. — ISBN 978-0-8132-2589-0.
- Paulovičová, Nina. The "Unmasterable Past"? The Reception of the Holocaust in Postcommunist Slovakia // Bringing the Dark Past to Light. The Reception of the Holocaust in Postcommunist Europe.. — Lincoln : University of Nebraska Press, 2013. — P. 549–590. — ISBN 978-0-8032-2544-2.
- Rothkirchen, Livia (2001). Slovakia. In Laqueur, Walter; Baumel, Judith Tydor (eds.). Holocaust Encyclopedia (англ.). New Haven: Yale University Press. pp. 595–600. ISBN 978-0-300-08432-0.
- Tatjana Tönsmeyer[англ.]. The Robbery of Jewish Property in Eastern European States Allied with Nazi Germany // Robbery and Restitution: The Conflict over Jewish Property in Europe (англ.) / ed. by Martin C. Dean[англ.], Constantin Goschler, Philipp Ther. — New York: Berghahn Books, 2007. — P. 81–96. — ISBN 978-0857455642.
- Cichopek-Gajraj, Anna (2018). Nepokradeš! Nálady a postoje slovenské společnosti k židovské otázce, 1938–1945 [Thou shall not steal! Moods and attitudes of Slovak society toward the Jewish question]. East European Jewish Affairs. 48 (2): 253–255. doi:10.1080/13501674.2018.1505360. S2CID 165456557.
- Židovská komunita na Slovensku medzi ceskoslovenskou parlamentnou demokraciou a slovenským štátom v stredoeurópskom kontexte, Eduard Nižnanský (Prešov, Slovakia: Universum, 1999), 292 pp., 200 crowns (Slovak). (англ.) // Holocaust and Genocide Studies. — 2005. — Vol. 19, iss. 2. — P. 314–317. — doi:10.1093/hgs/dci033.

### Журнальные статьи
- Bauer, Yehuda (2006). Rudolf Vrba und die Auschwitz-Protokolle: Eine Antwort auf John S. Conway. Vierteljahrshefte für Zeitgeschichte. 54 (4): 701–710. doi:10.1524/VfZg.2006.54.4.701. JSTOR 20754059.
- Büchler, Yehoshua (1991). The deportation of Slovakian Jews to the Lublin District of Poland in 1942. Holocaust and Genocide Studies (англ.). 6 (2): 151–166. doi:10.1093/hgs/6.2.151. ISSN 8756-6583.
- Büchler, Yehoshua (1996). First in the Vale of Affliction: Slovakian Jewish Women in Auschwitz, 1942. Holocaust and Genocide Studies. 10 (3): 299–325. doi:10.1093/hgs/10.3.299. ISSN 8756-6583.
- Fatran, Gila (1994). The "Working Group". Holocaust and Genocide Studies (англ.). 8 (2). Translated by Greenwood, Naftali: 164–201. doi:10.1093/hgs/8.2.164. ISSN 8756-6583.
- Fatran, Gila (1996). Die Deportation der Juden aus der Slowakei 1944–1945. Bohemia: Zeitschrift für Geschichte und Kultur der Böhmischen Länder (нем.). 37 (37): 98–119. ISSN 0523-8587.
- Fedorčák, Peter (2015). Proces s Vojtechom Tukom v roku 1946. Človek a Spoločnosť (словац.). 18 (4): 41–52. ISSN 1335-3608.
- Frankl, Michal (2019). Země nikoho 1938. Deportace za hranice občanství. Forum Historiae (словац.). 13 (1): 92–115. doi:10.31577/forhist.2019.13.1.7.
- Hallon, Ľudovít (2007). Arizácia na Slovensku 1939–1945 (PDF). Acta Oeconomica Pragensia (чешск.). 15 (7): 148–160. doi:10.18267/j.aop.187. ISSN 1804-2112.
- Kamenec, Ivan (2011). Fenomén korupcie v procese tzv. riešenia "židovskej otázky" na Slovensku v rokoch 1938–1945. Forum Historiae (словац.). 5 (2): 96–112. ISSN 1337-6861.
- Kubátová, Hana; Láníček, Jan (2017). Jews and Gentiles in Central and Eastern Europe during the Holocaust in history and memory. Holocaust Studies. 23 (1–2): 1–16. doi:10.1080/17504902.2016.1209838. S2CID 151788822.
- Legge, Jerome S. (2018). Collaboration, Intelligence, and the Holocaust: Ferdinand Ďurčanský, Slovak Nationalism, and the Gehlen Organization. Holocaust and Genocide Studies. 32 (2): 224–248. doi:10.1093/hgs/dcy029. ISSN 8756-6583.
- Lônčíková, Michala (2017). Was the antisemitic propaganda a catalyst for tensions in the Slovak-Jewish relations?. Holocaust Studies. 23 (1–2): 76–98. doi:10.1080/17504902.2016.1209839. S2CID 151817674.
- Nižňanský, Eduard (2011). The discussions of Nazi Germany on the deportation of Jews in 1942 – the examples of Slovakia, Rumania and Hungary (PDF). Historický časopis. 59 (Supplement): 111–136. ISSN 0018-2575.
- Nižňanský, Eduard (2014). On Relations between the Slovak Majority and Jewish Minority During World War II. Yad Vashem Studies. 42 (2): 47–90. ISSN 0084-3296.
- Paulovičová, Nina (2018). Holocaust Memory and Antisemitism in Slovakia: The Postwar Era to the Present. Antisemitism Studies. 2 (1). Indiana University Press: 4–34. doi:10.2979/antistud.2.1.02. S2CID 165383570.
- Šindelářová, Lenka (2013). Einsatzgruppe H na povstaleckém Slovensku (1944–1945) a poválečné trestní stíhání (PDF). Soudobé dějiny[чеш.] (чешск.). XX (4): 582–603. doi:10.51134/sod.2013.039. ISSN 1210-7050.
- Ward, James Mace (2002). "People Who Deserve It": Jozef Tiso and the Presidential Exemption. Nationalities Papers. 30 (4): 571–601. doi:10.1080/00905992.2002.10540508. ISSN 1465-3923. S2CID 154244279.
- Ward, James Mace (2015). The 1938 First Vienna Award and the Holocaust in Slovakia. Holocaust and Genocide Studies. 29 (1): 76–108. doi:10.1093/hgs/dcv004. ISSN 8756-6583.*

### Диссертации
- Borský, Maroš (2005). Synagogue Architecture in Slovakia Towards Creating a Memorial Landscape of Lost Community (PDF) (PhD thesis). for Jewish Studies Heidelberg.
- Paulovičová, Nina (2012). Himka, John-Paul (ed.). Rescue of Jews in the Slovak State (1939–1945) (PhD thesis) (англ.). Edmonton: University of Alberta. doi:10.7939/R33H33.
- Putík, Daniel (2015). Slovenští Židé v Terezíně, Sachsenhausenu, Ravensbrücku a Bergen-Belsenu, 1944/1945 (PhD thesis) (чешск.). Prague: Charles University.